# Gerrhopilus floweri
Espèce
Synonymes
- Typhlops floweri Boulenger, 1899

Statut de conservation UICN

 DD  : Données insuffisantes
Gerrhopilus floweri est une espèce de serpents de la famille des Gerrhopilidae.

## Répartition
Cette espèce est endémique de Thaïlande.

## Étymologie
Cette espèce est nommée en l'honneur de Stanley Smyth Flower.

## Publication originale
- Flower, 1899 : Notes on a second collection of reptiles made in the Malay Peninsula and Siam, from November 1896 to September 1898, with a list of the species recorded from those countries. Proceedings of the Zoological Society of London, vol. 1899, p. 600-697 (texte intégral).